# A Fairy Tail fejezeteinek listája
Ez a lista Masima Hiro Fairy Tail című mangasorozatának fejezeteit sorolja fel.

## Kötetek
| Kötet | Cím | Cím | Megjelenési dátum | Megjelenési dátum |  |
| Kötet | Japán | Japán | Japán | Japán |  |
| ----- | --- | --- | --- | --- |  |
|       | | | | |  |
| 1     | - | - | 2006. december 15. | 2006. december 15. |  |
| 1     | Fejezetek - 001. Fearí Teiru (妖精の尻尾（フェアリーテイル）; Hepburn: Fearī Teiru) - 002. Maszutá Aravaru! (総長（マスター）あらわる!; Hepburn: Masutā Arawaru!) - 003. Karjú to Szaru to Usi (火竜と猿と牛; Hepburn: Karyū to Saru to Ushi) - 004. Koinuza no Szeirei (子犬座の星霊; Hepburn: Koinuza no Seirei) | Fejezetek - 001. Fearí Teiru (妖精の尻尾（フェアリーテイル）; Hepburn: Fearī Teiru) - 002. Maszutá Aravaru! (総長（マスター）あらわる!; Hepburn: Masutā Arawaru!) - 003. Karjú to Szaru to Usi (火竜と猿と牛; Hepburn: Karyū to Saru to Ushi) - 004. Koinuza no Szeirei (子犬座の星霊; Hepburn: Koinuza no Seirei) | Szereplő(k) a borítón - Natsu Dragneel - Lucy Heartfilia - Happy Oldalszám 191 | Szereplő(k) a borítón - Natsu Dragneel - Lucy Heartfilia - Happy Oldalszám 191 |  |
| 1     | ISBN: ISBN 4-06-363771-9 | | | |  |
|       | | | | |  |
| 2     | - | - | 2007. január 17. | 2007. január 17. |  |
| 2     | Fejezetek - 005. Hinode (DAY BREAK（日の出）; Hepburn: Hinode) - 006. Szen'njú sze jo!! Ebarú Jasiki!! (潜入せよ!! エバルー屋敷!!; Hepburn: Sen'nyū se yo!! Ebarū Yashiki!!) - 007. Madósi no Dzsakuten (魔導士の弱点; Hepburn: Madōshi no Jakuten) - 008. Rúsi vs. Ebarú Kósaku (ルーシィ vs. エバルー公爵; Hepburn: Rūshi vs. Ebarū Kōshaku) - 009. Sin'ai Naru Kábi e (DEAR KABY（親愛なるカービぃへ）; Hepburn: Shin'ai Naru Kābi e) - 010. Joroi no Madósi (鎧の魔道士; Hepburn: Yoroi no Madōshi) - 011. Szono Ressa va Nacu o Noszete Iku (その列車はナツを乗せていく; Hepburn: Sono Ressha wa Natsu o Nosete Iku) - 012. Dzsuka (呪歌; Hepburn: Juka) - 013. Sinigami va Nido Varau (死神は二度笑う; Hepburn: Shinigami wa Nido Warau)                           | Fejezetek - 005. Hinode (DAY BREAK（日の出）; Hepburn: Hinode) - 006. Szen'njú sze jo!! Ebarú Jasiki!! (潜入せよ!! エバルー屋敷!!; Hepburn: Sen'nyū se yo!! Ebarū Yashiki!!) - 007. Madósi no Dzsakuten (魔導士の弱点; Hepburn: Madōshi no Jakuten) - 008. Rúsi vs. Ebarú Kósaku (ルーシィ vs. エバルー公爵; Hepburn: Rūshi vs. Ebarū Kōshaku) - 009. Sin'ai Naru Kábi e (DEAR KABY（親愛なるカービぃへ）; Hepburn: Shin'ai Naru Kābi e) - 010. Joroi no Madósi (鎧の魔道士; Hepburn: Yoroi no Madōshi) - 011. Szono Ressa va Nacu o Noszete Iku (その列車はナツを乗せていく; Hepburn: Sono Ressha wa Natsu o Nosete Iku) - 012. Dzsuka (呪歌; Hepburn: Juka) - 013. Sinigami va Nido Varau (死神は二度笑う; Hepburn: Shinigami wa Nido Warau)                           | Szereplő(k) a borítón - Lucy Heartfilia - Natsu Dragneel - Happy Oldalszám 191 | Szereplő(k) a borítón - Lucy Heartfilia - Natsu Dragneel - Happy Oldalszám 191 |  |
| 2     | ISBN: ISBN 978-4-06-363782-3 | | | |  |
|       | | | | |  |
| 3     | - | - | 2007. március 16. | 2007. március 16. |  |
| 3     | Fejezetek - 014. Titánia (妖精女王（ティターニア）; Hepburn: Titānia) - 015. Jószei-tacsi va Kaze no Naka (妖精たちは風の中; Hepburn: Yōsei-tachi wa Kaze no Naka) - 016. Kagejama o Cukamaero!! (カゲヤマを捕まえろ!!; Hepburn: Kageyama o Tsukamaero!!) - 017. Otome no Mahó (乙女の魔法; Hepburn: Otome no Mahō) - 018. Honó to Kaze (炎と風; Hepburn: Honō to Kaze) - 019. Muri, Nacu dzsa Katenai jo. (無理、ナツじゃ勝てないよ｡; Hepburn: Muri, Natsu ja Katenai yo.) - 020. Cujoku Ikiru Tame ni (強く生きる為に; Hepburn: Tsuyoku Ikiru Tame ni) - 021. Szaikjó Csímu!!! (最強チーム!!!; Hepburn: Saikyō Chīmu!!!) - 022. Nacu vs. Eruza (ナツ vs. エルザ; Hepburn: Natsu vs. Eruza)                                                                             | Fejezetek - 014. Titánia (妖精女王（ティターニア）; Hepburn: Titānia) - 015. Jószei-tacsi va Kaze no Naka (妖精たちは風の中; Hepburn: Yōsei-tachi wa Kaze no Naka) - 016. Kagejama o Cukamaero!! (カゲヤマを捕まえろ!!; Hepburn: Kageyama o Tsukamaero!!) - 017. Otome no Mahó (乙女の魔法; Hepburn: Otome no Mahō) - 018. Honó to Kaze (炎と風; Hepburn: Honō to Kaze) - 019. Muri, Nacu dzsa Katenai jo. (無理、ナツじゃ勝てないよ｡; Hepburn: Muri, Natsu ja Katenai yo.) - 020. Cujoku Ikiru Tame ni (強く生きる為に; Hepburn: Tsuyoku Ikiru Tame ni) - 021. Szaikjó Csímu!!! (最強チーム!!!; Hepburn: Saikyō Chīmu!!!) - 022. Nacu vs. Eruza (ナツ vs. エルザ; Hepburn: Natsu vs. Eruza)                                                                             | Szereplő(k) a borítón - Gray Fullbuster - Erza Scarlet - Natsu Dragneel - Erigol Oldalszám 191 | Szereplő(k) a borítón - Gray Fullbuster - Erza Scarlet - Natsu Dragneel - Erigol Oldalszám 191 |  |
| 3     | ISBN: ISBN 978-4-06-363810-3 | | | |  |
|       | | | | |  |
| 4     | - | - | 2007. május 17. | 2007. május 17. |  |
| 4     | Fejezetek - 023. Cumi to Bacu (罪と罰; Hepburn: Tsumi to Batsu) - 024. Ni-kai (2階; Hepburn: Ni-kai) - 025. Norovareta Sima (呪われた島; Hepburn: Norowareta Shima) - 026. Cuki va Dete Iru ka (月は出ているか; Hepburn: Tsuki wa Dete Iru ka) - 027. Deriora (デリオラ; Hepburn: Deriora) - 028. Mún Dorippu (月の雫（ムーンドリップ）; Hepburn: Mūn Dorippu) - 029. Gurei to Rion (グレイとリオン; Hepburn: Gurei to Rion) - 030. Jume no Cuzuki (夢の続き; Hepburn: Yume no Tsuzuki) | Fejezetek - 023. Cumi to Bacu (罪と罰; Hepburn: Tsumi to Batsu) - 024. Ni-kai (2階; Hepburn: Ni-kai) - 025. Norovareta Sima (呪われた島; Hepburn: Norowareta Shima) - 026. Cuki va Dete Iru ka (月は出ているか; Hepburn: Tsuki wa Dete Iru ka) - 027. Deriora (デリオラ; Hepburn: Deriora) - 028. Mún Dorippu (月の雫（ムーンドリップ）; Hepburn: Mūn Dorippu) - 029. Gurei to Rion (グレイとリオン; Hepburn: Gurei to Rion) - 030. Jume no Cuzuki (夢の続き; Hepburn: Yume no Tsuzuki) | Szereplő(k) a borítón - Natsu Dragneel - Happy - Gray Fullbuster - Lucy Heartfilia Oldalszám 191 | Szereplő(k) a borítón - Natsu Dragneel - Happy - Gray Fullbuster - Lucy Heartfilia Oldalszám 191 |  |
| 4     | ISBN: ISBN 978-4-06-363832-5 | | | |  |
|       | | | | |  |
| 5     | - | - | 2007. július 17. | 2007. július 17. |  |
| 5     | Fejezetek - 031. Kjófu no Doku-doku Zerí (恐怖の毒毒ゼリー; Hepburn: Kyōfu no Doku-doku Zerī) - 032. Nacu vs. Hadó no Júka (ナツ vs. 波動のユウカ; Hepburn: Natsu vs. Hadō no Yūka) - 033. Todzsiro? Kingjúkjú no Tobira (閉じろ? 金牛宮の扉; Hepburn: Tojiro? Kingyūkyū no Tobira) - 034. Szabaki no Ken (裁きの剣; Hepburn: Sabaki no Ken) - 035. Katte ni Sijagare!! (勝手にしやがれ!!; Hepburn: Katte ni Shiyagare!!) - 036. Uru (ウル; Hepburn: Uru) - 037. Aoi Tori (青い鳥; Hepburn: Aoi Tori) - 038. Eien no Mahó (永遠の魔法; Hepburn: Eien no Mahō) - 039. Sindzsicu va Kanasiki Kóri no Jaiba (真実は悲しき氷の刃; Hepburn: Shinjitsu wa Kanashiki Kōri no Yaiba)                                                                                             | Fejezetek - 031. Kjófu no Doku-doku Zerí (恐怖の毒毒ゼリー; Hepburn: Kyōfu no Doku-doku Zerī) - 032. Nacu vs. Hadó no Júka (ナツ vs. 波動のユウカ; Hepburn: Natsu vs. Hadō no Yūka) - 033. Todzsiro? Kingjúkjú no Tobira (閉じろ? 金牛宮の扉; Hepburn: Tojiro? Kingyūkyū no Tobira) - 034. Szabaki no Ken (裁きの剣; Hepburn: Sabaki no Ken) - 035. Katte ni Sijagare!! (勝手にしやがれ!!; Hepburn: Katte ni Shiyagare!!) - 036. Uru (ウル; Hepburn: Uru) - 037. Aoi Tori (青い鳥; Hepburn: Aoi Tori) - 038. Eien no Mahó (永遠の魔法; Hepburn: Eien no Mahō) - 039. Sindzsicu va Kanasiki Kóri no Jaiba (真実は悲しき氷の刃; Hepburn: Shinjitsu wa Kanashiki Kōri no Yaiba)                                                                                             | Szereplő(k) a borítón - Lucy Heartfilia - Natsu Dragneel - Happy - Gray Fullbuster - Lyon Vastia - Yuka Suzuki - Sherry - Toby - Taurus Oldalszám 191                                                 | Szereplő(k) a borítón - Lucy Heartfilia - Natsu Dragneel - Happy - Gray Fullbuster - Lyon Vastia - Yuka Suzuki - Sherry - Toby - Taurus Oldalszám 191                                                 |  |
| 5     | ISBN: ISBN 978-4-06-363857-8 | | | |  |
|       | | | | |  |
| 6     | - | - | 2007. szeptember 14. | 2007. szeptember 14. |  |
| 6     | Fejezetek - 040. Garuna-tó Szaisú Kesszen (ガルナ島 最終決戦; Hepburn: Garuna-tō Saishū Kessen) - 041. Akuma no Otakebi (悪魔のおたけび; Hepburn: Akuma no Otakebi) - 042. Toki no Áku (時のアーク; Hepburn: Toki no Āku) - 043. Burst - 044. Murabito no Himicu (村人の秘密; Hepburn: Murabito no Himitsu) - 045. Todoke, Ano Szora ni (届け あの空に; Hepburn: Todoke, Ano Sora ni) - 046. Namida (Tear) (涙（TEAR）; Hepburn: Namida (Tear)) - 047. Fantomu Ródo (幽鬼の支配者（ファントムロード）; Hepburn: Fantomu Rōdo) - 048. Ningen no Hóricu (人間の法律; Hepburn: Ningen no Hōritsu) | Fejezetek - 040. Garuna-tó Szaisú Kesszen (ガルナ島 最終決戦; Hepburn: Garuna-tō Saishū Kessen) - 041. Akuma no Otakebi (悪魔のおたけび; Hepburn: Akuma no Otakebi) - 042. Toki no Áku (時のアーク; Hepburn: Toki no Āku) - 043. Burst - 044. Murabito no Himicu (村人の秘密; Hepburn: Murabito no Himitsu) - 045. Todoke, Ano Szora ni (届け あの空に; Hepburn: Todoke, Ano Sora ni) - 046. Namida (Tear) (涙（TEAR）; Hepburn: Namida (Tear)) - 047. Fantomu Ródo (幽鬼の支配者（ファントムロード）; Hepburn: Fantomu Rōdo) - 048. Ningen no Hóricu (人間の法律; Hepburn: Ningen no Hōritsu) | Szereplő(k) a borítón - A Fairy Tail tagjai Oldalszám 191 | Szereplő(k) a borítón - A Fairy Tail tagjai Oldalszám 191 |  |
| 6     | ISBN: ISBN 978-4-06-363890-5 | | | |  |
|       | | | | |  |
| 7     | - | - | 2007. november 16. | 2007. november 16. |  |
| 7     | Fejezetek - 049. Cuki ni Murakumo, Hana ni Kaze (月ニ叢雲 花ニ風; Hepburn: Tsuki ni Murakumo, Hana ni Kaze) - 050. Rúsi Hátofiria (ルーシィ・ハートフィリア; Hepburn: Rūshi Hātofiria) - 051. Kjoei (巨影; Hepburn: Kyoei) - 052. Dzsúgo-fun (15分; Hepburn: Jūgo-fun) - 053. Gekinecu no Tatakai (激熱の戦い; Hepburn: Gekinetsu no Tatakai) - 054. Fantomu MkII (ファントムMkII; Hepburn: Fantomu MkII) - 055. Szono Namida o Minai Tame ni (その涙を見ない為に; Hepburn: Sono Namida o Minai Tame ni) - 056. Ame no Naka ni Szaku Hana (雨の中に咲く華; Hepburn: Ame no Naka ni Saku Hana) | Fejezetek - 049. Cuki ni Murakumo, Hana ni Kaze (月ニ叢雲 花ニ風; Hepburn: Tsuki ni Murakumo, Hana ni Kaze) - 050. Rúsi Hátofiria (ルーシィ・ハートフィリア; Hepburn: Rūshi Hātofiria) - 051. Kjoei (巨影; Hepburn: Kyoei) - 052. Dzsúgo-fun (15分; Hepburn: Jūgo-fun) - 053. Gekinecu no Tatakai (激熱の戦い; Hepburn: Gekinetsu no Tatakai) - 054. Fantomu MkII (ファントムMkII; Hepburn: Fantomu MkII) - 055. Szono Namida o Minai Tame ni (その涙を見ない為に; Hepburn: Sono Namida o Minai Tame ni) - 056. Ame no Naka ni Szaku Hana (雨の中に咲く華; Hepburn: Ame no Naka ni Saku Hana) | Szereplő(k) a borítón - Juvia Lockser - Natsu Dragneel - Aria - Sol - Totomaru Oldalszám 191 | Szereplő(k) a borítón - Juvia Lockser - Natsu Dragneel - Aria - Sol - Totomaru Oldalszám 191 |  |
| 7     | ISBN: ISBN 978-4-06-363914-8 | | | |  |
|       | | | | |  |
| 8     | - | - | 2008. január 17. | 2008. január 17. |  |
| 8     | Fejezetek - 057. Teru Teru Bózu (てるてる坊主; Hepburn: Teru Teru Bōzu) - 058. Ue ni va Ue ga Iru (上には上がいる; Hepburn: Ue ni wa Ue ga Iru) - 059. Inspire - 060. Honó no Cubasza (炎の翼; Hepburn: Honō no Tsubasa) - 061. Futari no Doragon Szureijá (二人の滅竜魔導士（ドラゴンスレイヤー）; Hepburn: Futari no Doragon Sureiyā) - 062. Jószei no Ocsiru Toki (妖精の堕ちる時; Hepburn: Yōsei no Ochiru Toki) - 063. Kore de, Oaiko na (これで おあいこな; Hepburn: Kore de, Oaiko na) - 064. Icsiban no Girudo (一番のギルド; Hepburn: Ichiban no Girudo) - 065. Fearí Ró (フェアリーロウ; Hepburn: Fearī Rō) | Fejezetek - 057. Teru Teru Bózu (てるてる坊主; Hepburn: Teru Teru Bōzu) - 058. Ue ni va Ue ga Iru (上には上がいる; Hepburn: Ue ni wa Ue ga Iru) - 059. Inspire - 060. Honó no Cubasza (炎の翼; Hepburn: Honō no Tsubasa) - 061. Futari no Doragon Szureijá (二人の滅竜魔導士（ドラゴンスレイヤー）; Hepburn: Futari no Doragon Sureiyā) - 062. Jószei no Ocsiru Toki (妖精の堕ちる時; Hepburn: Yōsei no Ochiru Toki) - 063. Kore de, Oaiko na (これで おあいこな; Hepburn: Kore de, Oaiko na) - 064. Icsiban no Girudo (一番のギルド; Hepburn: Ichiban no Girudo) - 065. Fearí Ró (フェアリーロウ; Hepburn: Fearī Rō) | Szereplő(k) a borítón - Natsu Dragneel - Gajeel Redfox - Erza Scarlet - Jose Porla - Sagittarius - Cana Alberona Oldalszám 190                                                                        | Szereplő(k) a borítón - Natsu Dragneel - Gajeel Redfox - Erza Scarlet - Jose Porla - Sagittarius - Cana Alberona Oldalszám 190                                                                        |  |
| 8     | ISBN: ISBN 978-4-06-363940-7 | | | |  |
|       | | | | |  |
| 9     | - | - | 2008. március 17. | 2008. március 17. |  |
| 9     | Fejezetek - 066. Dósi (同志; Hepburn: Dōshi) - 067. Atasi no Kecui (あたしの決意; Hepburn: Atashi no Ketsui) - 068. Szajonara (さよなら; Hepburn: Sayonara) - 069. Next Generation - 070. Furederikku to Janderika (フレデリックとヤンデリカ; Hepburn: Furederikku to Yanderika) - 071. Hószenka no Joru (鳳仙花の夜; Hepburn: Hōsenka no Yoru) - 072. Szora ni Modorenai Hosi (空に戻れない星; Hepburn: Sora ni Modorenai Hoshi) - 073. Nana-hjaku Hacsi-dzsú Icsi-nen: Burú Pegaszusu (781年・青い天馬（ブルーペガスス）; Hepburn: Nana-hyaku Hachi-jū Ichi-nen: Burū Pegasusu) - 074. Szeirei-ó (星霊王; Hepburn: Seirei-ō) | Fejezetek - 066. Dósi (同志; Hepburn: Dōshi) - 067. Atasi no Kecui (あたしの決意; Hepburn: Atashi no Ketsui) - 068. Szajonara (さよなら; Hepburn: Sayonara) - 069. Next Generation - 070. Furederikku to Janderika (フレデリックとヤンデリカ; Hepburn: Furederikku to Yanderika) - 071. Hószenka no Joru (鳳仙花の夜; Hepburn: Hōsenka no Yoru) - 072. Szora ni Modorenai Hosi (空に戻れない星; Hepburn: Sora ni Modorenai Hoshi) - 073. Nana-hjaku Hacsi-dzsú Icsi-nen: Burú Pegaszusu (781年・青い天馬（ブルーペガスス）; Hepburn: Nana-hyaku Hachi-jū Ichi-nen: Burū Pegasusu) - 074. Szeirei-ó (星霊王; Hepburn: Seirei-ō) | Szereplő(k) a borítón - Lucy Heartfilia - Lucy égi szellemei Oldalszám 191 | Szereplő(k) a borítón - Lucy Heartfilia - Lucy égi szellemei Oldalszám 191 |  |
| 9     | ISBN: ISBN 978-4-06-363965-0 | | | |  |
|       | | | | |  |
| 10    | - | - | 2008. május 16. | 2008. május 16. |  |
| 10    | Fejezetek - 075. Kocsó no Jume (胡蝶の夢; Hepburn: Kochō no Yume) - 076. Rakuen no Tó (楽園の塔; Hepburn: Rakuen no Tō) - 077. Dzseráru (ジェラール; Hepburn: Jerāru) - 078. Szono Szaki no Rakuen (その先の楽園; Hepburn: Sono Saki no Rakuen) - 079. Dzsíkurein no Kecudan (ジークレインの決断; Hepburn: Jīkurein no Ketsudan) - 080. Dzsannu Daruku (ジャンヌ・ダルク; Hepburn: Jannu Daruku) - 081. Jami no Koe (闇の声; Hepburn: Yami no Koe) - 082. Cuki ni Hoeru (月に吠える; Hepburn: Tsuki ni Hoeru) - Omake: Tokubecu Irai. Ki ni Naru Kare ni Csúi Szejo! (特別依頼｡ 気になる彼に注意せよ!; Hepburn: Tokubetsu Irai. Ki ni Naru Kare ni Chūi Seyo!) | Fejezetek - 075. Kocsó no Jume (胡蝶の夢; Hepburn: Kochō no Yume) - 076. Rakuen no Tó (楽園の塔; Hepburn: Rakuen no Tō) - 077. Dzseráru (ジェラール; Hepburn: Jerāru) - 078. Szono Szaki no Rakuen (その先の楽園; Hepburn: Sono Saki no Rakuen) - 079. Dzsíkurein no Kecudan (ジークレインの決断; Hepburn: Jīkurein no Ketsudan) - 080. Dzsannu Daruku (ジャンヌ・ダルク; Hepburn: Jannu Daruku) - 081. Jami no Koe (闇の声; Hepburn: Yami no Koe) - 082. Cuki ni Hoeru (月に吠える; Hepburn: Tsuki ni Hoeru) - Omake: Tokubecu Irai. Ki ni Naru Kare ni Csúi Szejo! (特別依頼｡ 気になる彼に注意せよ!; Hepburn: Tokubetsu Irai. Ki ni Naru Kare ni Chūi Seyo!) | Szereplő(k) a borítón - Natsu Dragneel - Lucy Heartfilia - Erza Scarlet - Gray Fullbuster - Happy Oldalszám 191                                                                                       | Szereplő(k) a borítón - Natsu Dragneel - Lucy Heartfilia - Erza Scarlet - Gray Fullbuster - Happy Oldalszám 191                                                                                       |  |
| 10    | ISBN: ISBN 978-4-06-363986-5 | | | |  |
|       | | | | |  |
| 11    | - | - | 2008. augusztus 12. | 2008. augusztus 12. |  |
| 11    | Fejezetek - 083. Find The Way - 084. Nacu-neko Fight!! (ナツネコFight!!; Hepburn: Natsu-neko Fight!!) - 085. Rakuen Gēmu (楽園ゲーム; Hepburn: Rakuen Gēmu) - 086. Rokku obu Szakjubaszu (ロック オブ サキュバス; Hepburn: Rokku obu Sakyubasu) - 087. Rúsi vs. Dzsubia (ルーシィ vs. ジュビア; Hepburn: Rūshi vs. Jubia) - 088. Nacu, Esza ni Naru. (ナツ、エサになる｡; Hepburn: Natsu, Esa ni Naru.) - 089. Kokoro no Joroi (心の鎧; Hepburn: Kokoro no Yoroi) - 090. Ikaruga (斑鳩; Hepburn: Ikaruga) - 091. Onna Ippiki, Kecui no Sózoku (女一匹、決意の装束; Hepburn: Onna Ippiki, Ketsui no Shōzoku) | Fejezetek - 083. Find The Way - 084. Nacu-neko Fight!! (ナツネコFight!!; Hepburn: Natsu-neko Fight!!) - 085. Rakuen Gēmu (楽園ゲーム; Hepburn: Rakuen Gēmu) - 086. Rokku obu Szakjubaszu (ロック オブ サキュバス; Hepburn: Rokku obu Sakyubasu) - 087. Rúsi vs. Dzsubia (ルーシィ vs. ジュビア; Hepburn: Rūshi vs. Jubia) - 088. Nacu, Esza ni Naru. (ナツ、エサになる｡; Hepburn: Natsu, Esa ni Naru.) - 089. Kokoro no Joroi (心の鎧; Hepburn: Kokoro no Yoroi) - 090. Ikaruga (斑鳩; Hepburn: Ikaruga) - 091. Onna Ippiki, Kecui no Sózoku (女一匹、決意の装束; Hepburn: Onna Ippiki, Ketsui no Shōzoku) | Szereplő(k) a borítón - Natsu Dragneel - Lucy Heartfilia - Gray Fullbuster - Happy - Virgo Oldalszám 190                                                                                              | Szereplő(k) a borítón - Natsu Dragneel - Lucy Heartfilia - Gray Fullbuster - Happy - Virgo Oldalszám 190                                                                                              |  |
| 11    | ISBN: ISBN 978-4-06-384023-0 | | | |  |
|       | | | | |  |
| 12    | - | - | 2008. október 17. | 2008. október 17. |  |
| 12    | Fejezetek - 092. Deszutiní (運命（デスティニー）; Hepburn: Desutinī) - 093. Szeinaru Hikari ni Inori o (聖なる光に祈りを; Hepburn: Seinaru Hikari ni Inori o) - 094. Hitori no Hito (ひとりの人; Hepburn: Hitori no Hito) - 095. Nemureru Tó no Ohime-szama (眠れる塔の女騎士（おひめさま）; Hepburn: Nemureru Tō no Ohime-sama) - 096. Mítia (流星（ミーティア）; Hepburn: Mītia) - 097. Inocsi no Tate (命の盾; Hepburn: Inochi no Tate) - 098. Doragon Fószu (ドラゴンフォース; Hepburn: Doragon Fōsu) - 099. Titánia, Csiru (妖精女王（ティターニア）、散る; Hepburn: Titānia, Chiru) - 100. Asita e (明日へ; Hepburn: Ashita e) | Fejezetek - 092. Deszutiní (運命（デスティニー）; Hepburn: Desutinī) - 093. Szeinaru Hikari ni Inori o (聖なる光に祈りを; Hepburn: Seinaru Hikari ni Inori o) - 094. Hitori no Hito (ひとりの人; Hepburn: Hitori no Hito) - 095. Nemureru Tó no Ohime-szama (眠れる塔の女騎士（おひめさま）; Hepburn: Nemureru Tō no Ohime-sama) - 096. Mítia (流星（ミーティア）; Hepburn: Mītia) - 097. Inocsi no Tate (命の盾; Hepburn: Inochi no Tate) - 098. Doragon Fószu (ドラゴンフォース; Hepburn: Doragon Fōsu) - 099. Titánia, Csiru (妖精女王（ティターニア）、散る; Hepburn: Titānia, Chiru) - 100. Asita e (明日へ; Hepburn: Ashita e) | Szereplő(k) a borítón - Natsu Dragneel - Erza Scarlet - Jellal Fernandes Oldalszám 190 | Szereplő(k) a borítón - Natsu Dragneel - Erza Scarlet - Jellal Fernandes Oldalszám 190 |  |
| 12    | ISBN: ISBN 978-4-06-384050-6 | | | |  |
|       | | | | |  |
| 13    | - | - | 2008. december 17. | 2008. december 17. |  |
| 13    | Fejezetek - 101. Akai Daicsi no Gekikó (赤い大地の激昂; Hepburn: Akai Daichi no Gekikō) - 102. Cujoku Aruke (強く歩け; Hepburn: Tsuyoku Aruke) - 103. Home - 104. Best Friend - 105. Szono Otoko, Rakuszasu (その男、ラクサス; Hepburn: Sono Otoko, Rakusasu) - 106. Súkakuszai (収穫祭; Hepburn: Shūkakusai) - 107. Batoru obu Fearí Teiru (バトル・オブ・フェアリーテイル; Hepburn: Batoru obu Fearī Teiru) - 108. Gocsín!! (ゴチーン!!; Hepburn: Gochīn!!) - 109. Tomo no Tame ni Tomo o Ute (友の為に友を打て; Hepburn: Tomo no Tame ni Tomo o Ute) | Fejezetek - 101. Akai Daicsi no Gekikó (赤い大地の激昂; Hepburn: Akai Daichi no Gekikō) - 102. Cujoku Aruke (強く歩け; Hepburn: Tsuyoku Aruke) - 103. Home - 104. Best Friend - 105. Szono Otoko, Rakuszasu (その男、ラクサス; Hepburn: Sono Otoko, Rakusasu) - 106. Súkakuszai (収穫祭; Hepburn: Shūkakusai) - 107. Batoru obu Fearí Teiru (バトル・オブ・フェアリーテイル; Hepburn: Batoru obu Fearī Teiru) - 108. Gocsín!! (ゴチーン!!; Hepburn: Gochīn!!) - 109. Tomo no Tame ni Tomo o Ute (友の為に友を打て; Hepburn: Tomo no Tame ni Tomo o Ute) | Szereplő(k) a borítón - Gajeel Redfox - Juvia Lockser - Happy - Freed Justine - Evergreen - Bickslow - Laxus Dreyar - Natsu Dragneel - Lucy Heartfilia Oldalszám 191                                  | Szereplő(k) a borítón - Gajeel Redfox - Juvia Lockser - Happy - Freed Justine - Evergreen - Bickslow - Laxus Dreyar - Natsu Dragneel - Lucy Heartfilia Oldalszám 191                                  |  |
| 13    | ISBN: ISBN 978-4-06-384075-9 | | | |  |
|       | | | | |  |
| 14    | - | - | 2009. március 17. | 2009. március 17. |  |
| 14    | Fejezetek - 110. Rizain (投了（リザイン）; Hepburn: Rizain) - 111. Nokori Jonin (残り4人; Hepburn: Nokori Yonin) - 112. Danmaku Kenbu (弾幕剣舞; Hepburn: Danmaku Kenbu) - 113. Kaminari Den (神鳴殿; Hepburn: Kaminari Den) - 114. Ai va Kabe o Kudaite (愛は壁を砕いて; Hepburn: Ai wa Kabe o Kudaite) - 115. Reguruszu (獅子の光（レグルス）; Hepburn: Regurusu) - 116. Kana vs. Dzsubia (カナ vs. ジュビア; Hepburn: Kana vs. Jubia) - 117. Szatan Kórin (サタン降臨; Hepburn: Satan Kōrin) - 118. Jaszasii Kotoba (やさしい言葉; Hepburn: Yasashii Kotoba) | Fejezetek - 110. Rizain (投了（リザイン）; Hepburn: Rizain) - 111. Nokori Jonin (残り4人; Hepburn: Nokori Yonin) - 112. Danmaku Kenbu (弾幕剣舞; Hepburn: Danmaku Kenbu) - 113. Kaminari Den (神鳴殿; Hepburn: Kaminari Den) - 114. Ai va Kabe o Kudaite (愛は壁を砕いて; Hepburn: Ai wa Kabe o Kudaite) - 115. Reguruszu (獅子の光（レグルス）; Hepburn: Regurusu) - 116. Kana vs. Dzsubia (カナ vs. ジュビア; Hepburn: Kana vs. Jubia) - 117. Szatan Kórin (サタン降臨; Hepburn: Satan Kōrin) - 118. Jaszasii Kotoba (やさしい言葉; Hepburn: Yasashii Kotoba) | Szereplő(k) a borítón - Mirajane Strauss - Happy - Natsu Dragneel Oldalszám 191 | Szereplő(k) a borítón - Mirajane Strauss - Happy - Natsu Dragneel Oldalszám 191 |  |
| 14    | ISBN: ISBN 978-4-06-384098-8 | | | |  |
|       | | | | |  |
| 15    | - | - | 2009. május 15. | 2009. május 15. |  |
| 15    | Fejezetek - 119. Gekitocu! Karudia Taiszeidó (激突! カルディア大聖堂; Hepburn: Gekitotsu! Karudia Taiseidō) - 120. Miszutogan (ミストガン; Hepburn: Misutogan) - 121. Teppen Toru Csanszu Daro! (てっぺんとるチャンスだろ!; Hepburn: Teppen Toru Chansu Daro!) - 122. Kodoku na Raimei (孤独な雷鳴; Hepburn: Kodoku na Raimei) - 123. Daburu Doragon (ダブル ドラゴン; Hepburn: Daburu Doragon) - 124. Toripuru Doragon (トリプル ドラゴン; Hepburn: Toripuru Doragon) - 125. Kimen Bussin (鬼面仏心; Hepburn: Kimen Busshin) - 126. Tacsiagare!!!! (立ちあがれ!!!!; Hepburn: Tachiagare!!!!) - Omake: X778: Nacu to Doragon no Tamago (X778 ナツとドラゴンの卵; Hepburn: X778: Natsu to Doragon no Tamago)                                                              | Fejezetek - 119. Gekitocu! Karudia Taiszeidó (激突! カルディア大聖堂; Hepburn: Gekitotsu! Karudia Taiseidō) - 120. Miszutogan (ミストガン; Hepburn: Misutogan) - 121. Teppen Toru Csanszu Daro! (てっぺんとるチャンスだろ!; Hepburn: Teppen Toru Chansu Daro!) - 122. Kodoku na Raimei (孤独な雷鳴; Hepburn: Kodoku na Raimei) - 123. Daburu Doragon (ダブル ドラゴン; Hepburn: Daburu Doragon) - 124. Toripuru Doragon (トリプル ドラゴン; Hepburn: Toripuru Doragon) - 125. Kimen Bussin (鬼面仏心; Hepburn: Kimen Busshin) - 126. Tacsiagare!!!! (立ちあがれ!!!!; Hepburn: Tachiagare!!!!) - Omake: X778: Nacu to Doragon no Tamago (X778 ナツとドラゴンの卵; Hepburn: X778: Natsu to Doragon no Tamago)                                                              | Szereplő(k) a borítón - Natsu Dragneel - Gajeel Redfox - Laxus Dreyar Oldalszám 191 | Szereplő(k) a borítón - Natsu Dragneel - Gajeel Redfox - Laxus Dreyar Oldalszám 191 |  |
| 15    | ISBN: ISBN 978-4-06-384136-7 | | | |  |
|       | | | | |  |
| 16    | - | - | 2009. július 17. | 2009. július 17. |  |
| 16    | Fejezetek - 127. Namida o Furutte Basoku o Kiru (涙を揮って馬謖を斬る; Hepburn: Namida o Furutte Bashoku o Kiru) - 128. Fantadzsia (幻想曲（ファンタジア）; Hepburn: Fantajia) - 129. Szoredemo, Atasi ga.... (それでも あたしが・・・・; Hepburn: Soredemo, Atashi ga....) - 130. Love & Lucky - 131. Niruvána (ニルヴァーナ; Hepburn: Niruvāna) - 132. Rengógun, Súkecu! (連合軍、集結!; Hepburn: Rengōgun, Shūketsu!) - 133. Dzsú-ni Tai Roku (12対6; Hepburn: Jū-ni Tai Roku) - 134. Orasion Szeiszu Aravaru (六魔将軍（オラシオンセイス）現る; Hepburn: Orashion Seisu Arawaru) | Fejezetek - 127. Namida o Furutte Basoku o Kiru (涙を揮って馬謖を斬る; Hepburn: Namida o Furutte Bashoku o Kiru) - 128. Fantadzsia (幻想曲（ファンタジア）; Hepburn: Fantajia) - 129. Szoredemo, Atasi ga.... (それでも あたしが・・・・; Hepburn: Soredemo, Atashi ga....) - 130. Love & Lucky - 131. Niruvána (ニルヴァーナ; Hepburn: Niruvāna) - 132. Rengógun, Súkecu! (連合軍、集結!; Hepburn: Rengōgun, Shūketsu!) - 133. Dzsú-ni Tai Roku (12対6; Hepburn: Jū-ni Tai Roku) - 134. Orasion Szeiszu Aravaru (六魔将軍（オラシオンセイス）現る; Hepburn: Orashion Seisu Arawaru) | Szereplő(k) a borítón - Natsu Dragneel - Wendy Marvell - Happy - Carla - Ichiya Vandalay Kotobuki - Hibiki Lates - Ren Akatsuki - Eve Tearm - Jura Neekis - Lyon Vastia - Sherry Oldalszám 191        | Szereplő(k) a borítón - Natsu Dragneel - Wendy Marvell - Happy - Carla - Ichiya Vandalay Kotobuki - Hibiki Lates - Ren Akatsuki - Eve Tearm - Jura Neekis - Lyon Vastia - Sherry Oldalszám 191        |  |
| 16    | ISBN: ISBN 978-4-06-384158-9 | | | |  |
|       | | | | |  |
| 17    | - | - | 2009. szeptember 17. | 2009. szeptember 17. |  |
| 17    | Fejezetek - 135. Tenkú no Miko (天空の巫女; Hepburn: Tenkū no Miko) - 136. Kan'oke (棺桶; Hepburn: Kan'oke) - 137. Sódzso to Bórei (少女と亡霊; Hepburn: Shōjo to Bōrei) - 138. Keiszan-gai (計算外; Hepburn: Keisan-gai) - 139. Deddo Guran Puri (デッドGP（グランプリ）; Hepburn: Deddo Guran Puri) - 140. Teiszoku no Szekai (低速の世界; Hepburn: Teisoku no Sekai) - 141. Hikari (ヒカリ; Hepburn: Hikari) - 142. Jami (闇; Hepburn: Yami) - 143. Szeirei Gasszen (星霊合戦; Hepburn: Seirei Gassen) | Fejezetek - 135. Tenkú no Miko (天空の巫女; Hepburn: Tenkū no Miko) - 136. Kan'oke (棺桶; Hepburn: Kan'oke) - 137. Sódzso to Bórei (少女と亡霊; Hepburn: Shōjo to Bōrei) - 138. Keiszan-gai (計算外; Hepburn: Keisan-gai) - 139. Deddo Guran Puri (デッドGP（グランプリ）; Hepburn: Deddo Guran Puri) - 140. Teiszoku no Szekai (低速の世界; Hepburn: Teisoku no Sekai) - 141. Hikari (ヒカリ; Hepburn: Hikari) - 142. Jami (闇; Hepburn: Yami) - 143. Szeirei Gasszen (星霊合戦; Hepburn: Seirei Gassen) | Szereplő(k) a borítón - Oración Seis Oldalszám 191 | Szereplő(k) a borítón - Oración Seis Oldalszám 191 |  |
| 17    | ISBN: ISBN 978-4-06-384185-5 | | | |  |
|       | | | | |  |
| 18    | - | - | 2009. november 17. | 2009. november 17. |  |
| 18    | Fejezetek - 144. Kirei na Koe (きれいな声; Hepburn: Kirei na Koe) - 145. Cuioku no Dzseráru (追憶のジェラール; Hepburn: Tsuioku no Jerāru) - 146. Kimi va Dzsijú da (君は自由だ; Hepburn: Kimi wa Jiyū da) - 147. Kibó no Girudo (希望のギルド; Hepburn: Kibō no Girudo) - 148. Hamecu no Kósin (破滅の行進; Hepburn: Hametsu no Kōshin) - 149. Csókúcsúszen!! Nacu vs. Kobura (超空中戦!! ナツ vs. コブラ; Hepburn: Chōkūchūsen!! Natsu vs. Kobura) - 150. Doragon no Hókó (ドラゴンの咆哮; Hepburn: Doragon no Hōkō) - 151. Rokuma Kaimecu!? (六魔壊滅!?; Hepburn: Rokuma Kaimetsu!?) - 152. Szeiten no Dzsura (聖十のジュラ; Hepburn: Seiten no Jura) | Fejezetek - 144. Kirei na Koe (きれいな声; Hepburn: Kirei na Koe) - 145. Cuioku no Dzseráru (追憶のジェラール; Hepburn: Tsuioku no Jerāru) - 146. Kimi va Dzsijú da (君は自由だ; Hepburn: Kimi wa Jiyū da) - 147. Kibó no Girudo (希望のギルド; Hepburn: Kibō no Girudo) - 148. Hamecu no Kósin (破滅の行進; Hepburn: Hametsu no Kōshin) - 149. Csókúcsúszen!! Nacu vs. Kobura (超空中戦!! ナツ vs. コブラ; Hepburn: Chōkūchūsen!! Natsu vs. Kobura) - 150. Doragon no Hókó (ドラゴンの咆哮; Hepburn: Doragon no Hōkō) - 151. Rokuma Kaimecu!? (六魔壊滅!?; Hepburn: Rokuma Kaimetsu!?) - 152. Szeiten no Dzsura (聖十のジュラ; Hepburn: Seiten no Jura) | Szereplő(k) a borítón - Jura Neekis - Lucy Heartfilia - Natsu Dragneel - Happy - Jellal Fernandes - Gray Fullbuster - Erza Scarlet Oldalszám 191                                                      | Szereplő(k) a borítón - Jura Neekis - Lucy Heartfilia - Natsu Dragneel - Happy - Jellal Fernandes - Gray Fullbuster - Erza Scarlet Oldalszám 191                                                      |  |
| 18    | ISBN: ISBN 978-4-06-384211-1 | | | |  |
|       | | | | |  |
| 19    | - | - | 2010. január 15. | 2010. január 15. |  |
| 19    | Fejezetek - 153. Majonaka Tóbacuszen (真夜中討伐戦; Hepburn: Mayonaka Tōbatsusen) - 154. Kimi no Kotoba koszo.... (君の言葉こそ・・・・; Hepburn: Kimi no Kotoba koso....) - 155. Last Man - 156. Zero (ゼロ; Hepburn: Zero) - 157. Tenma kara Jószei-tacsi e (天馬から妖精たちへ; Hepburn: Tenma kara Yōsei-tachi e) - 158. Kioku no Tobira (記憶の扉; Hepburn: Kioku no Tobira) - 159. Toga no Honó (咎の炎; Hepburn: Toga no Honō) - 160. Omoi no Csikara (想いの力; Hepburn: Omoi no Chikara) - Omake: Unmei no Deai no Hi ( 運命の出会いの日; Hepburn: Unmei no Deai no Hi) | Fejezetek - 153. Majonaka Tóbacuszen (真夜中討伐戦; Hepburn: Mayonaka Tōbatsusen) - 154. Kimi no Kotoba koszo.... (君の言葉こそ・・・・; Hepburn: Kimi no Kotoba koso....) - 155. Last Man - 156. Zero (ゼロ; Hepburn: Zero) - 157. Tenma kara Jószei-tacsi e (天馬から妖精たちへ; Hepburn: Tenma kara Yōsei-tachi e) - 158. Kioku no Tobira (記憶の扉; Hepburn: Kioku no Tobira) - 159. Toga no Honó (咎の炎; Hepburn: Toga no Honō) - 160. Omoi no Csikara (想いの力; Hepburn: Omoi no Chikara) - Omake: Unmei no Deai no Hi ( 運命の出会いの日; Hepburn: Unmei no Deai no Hi) | Szereplő(k) a borítón - Natsu Dragneel - Happy - Igneel Oldalszám 191 | Szereplő(k) a borítón - Natsu Dragneel - Happy - Igneel Oldalszám 191 |  |
| 19    | ISBN: ISBN 978-4-06-384233-3 | | | |  |
|       | | | | |  |
| 20    | - | - | 2010. március 17. | 2010. március 17. |  |
| 20    | Fejezetek - 161. Hadzsa Kenszei (破邪顕正; Hepburn: Haja Kensei) - 162. Vatasi ga Cuiteru (私がついてる; Hepburn: Watashi ga Tsuiteru) - 163. Híro no Szora (緋色の空; Hepburn: Hīro no Sora) - 164. Tatta Hitori no Tame no Girudo (たった一人の為のギルド; Hepburn: Tatta Hitori no Tame no Girudo) - 165. Jószei Sódzso no Vendi (妖精少女のウェンディ; Hepburn: Yōsei Shōjo no Wendi) - 166. Kokurjú (黒竜; Hepburn: Kokuryū) - 167. Kiejuku Macsi (消えゆく街; Hepburn: Kieyuku Machi) - 168. Ászu Rando (アースランド; Hepburn: Āsu Rando) - 169. Edoraszu (エドラス; Hepburn: Edorasu) | Fejezetek - 161. Hadzsa Kenszei (破邪顕正; Hepburn: Haja Kensei) - 162. Vatasi ga Cuiteru (私がついてる; Hepburn: Watashi ga Tsuiteru) - 163. Híro no Szora (緋色の空; Hepburn: Hīro no Sora) - 164. Tatta Hitori no Tame no Girudo (たった一人の為のギルド; Hepburn: Tatta Hitori no Tame no Girudo) - 165. Jószei Sódzso no Vendi (妖精少女のウェンディ; Hepburn: Yōsei Shōjo no Wendi) - 166. Kokurjú (黒竜; Hepburn: Kokuryū) - 167. Kiejuku Macsi (消えゆく街; Hepburn: Kieyuku Machi) - 168. Ászu Rando (アースランド; Hepburn: Āsu Rando) - 169. Edoraszu (エドラス; Hepburn: Edorasu) | Szereplő(k) a borítón - Natsu Dragneel - Wendy Marvell - Happy - Lucy Heartfilia - Gray Fullbuster - Carla - Gildarts Clive - Mystogan - Erza Scarlet - Lucy Ashley - Gray Surge Oldalszám 191        | Szereplő(k) a borítón - Natsu Dragneel - Wendy Marvell - Happy - Lucy Heartfilia - Gray Fullbuster - Carla - Gildarts Clive - Mystogan - Erza Scarlet - Lucy Ashley - Gray Surge Oldalszám 191        |  |
| 20    | ISBN: ISBN 978-4-06-384266-1 | | | |  |
|       | | | | |  |
| 21    | - | - | 2010. május 17. | 2010. május 17. |  |
| 21    | Fejezetek - 170. Jószei Gari (妖精狩り; Hepburn: Yōsei Gari) - 171. Fauszuto (ファウスト; Hepburn: Fausuto) - 172. Kibó no Kagi (希望の鍵; Hepburn: Kibō no Kagi) - 173. Faiabóru (ファイアボール; Hepburn: Faiabōru) - 174. Keidzsi (啓示; Hepburn: Keiji) - 175. Okaerinaszaimasze (おかえりなさいませ; Hepburn: Okaerinasaimase) - 176. Ekuszutaria (エクスタリア; Hepburn: Ekusutaria) - 177. Tobe! Tomo no Moto ni! (飛べ! 友のもとに!; Hepburn: Tobe! Tomo no Moto ni!) - 178. Tonari ni Iru Kara (となりにいるから; Hepburn: Tonari ni Iru Kara) | Fejezetek - 170. Jószei Gari (妖精狩り; Hepburn: Yōsei Gari) - 171. Fauszuto (ファウスト; Hepburn: Fausuto) - 172. Kibó no Kagi (希望の鍵; Hepburn: Kibō no Kagi) - 173. Faiabóru (ファイアボール; Hepburn: Faiabōru) - 174. Keidzsi (啓示; Hepburn: Keiji) - 175. Okaerinaszaimasze (おかえりなさいませ; Hepburn: Okaerinasaimase) - 176. Ekuszutaria (エクスタリア; Hepburn: Ekusutaria) - 177. Tobe! Tomo no Moto ni! (飛べ! 友のもとに!; Hepburn: Tobe! Tomo no Moto ni!) - 178. Tonari ni Iru Kara (となりにいるから; Hepburn: Tonari ni Iru Kara) | Szereplő(k) a borítón - Happy - Carla - Erza Knightwalker - Nichiya - Nadi - Lucky - Marl - Byro - Hughes - Sugarboy - Pantherlily - Coco - Faust Oldalszám 191                                       | Szereplő(k) a borítón - Happy - Carla - Erza Knightwalker - Nichiya - Nadi - Lucky - Marl - Byro - Hughes - Sugarboy - Pantherlily - Coco - Faust Oldalszám 191                                       |  |
| 21    | ISBN: ISBN 978-4-06-384296-8 | | | |  |
|       | | | | |  |
| 22    | - | - | 2010. augusztus 17. | 2010. augusztus 17. |  |
| 22    | Fejezetek - 179. Kódo Ítídí (コードETD; Hepburn: Kōdo Ītīdī) - 180. Eruza vs. Eruza (エルザ vs. エルザ; Hepburn: Eruza vs. Eruza) - 181. Edoraszu Óto Szórjokuszen!! (エドラス王都総力戦!!; Hepburn: Edorasu Ōto Sōryokusen!!) - 182. Inocsi Daró ka!!!! (命だろーか!!!!; Hepburn: Inochi Darō ka!!!!) - 183. Monszutá Akademí (モンスターアカデミー; Hepburn: Monsutā Akademī) - 184. Hosi no Taiga va Hokori no Tame ni (星の大河は誇りの為に; Hepburn: Hoshi no Taiga wa Hokori no Tame ni) - 185. Aiszu Bói (アイスボーイ; Hepburn: Aisu Bōi) - 186. Ore no Neko (オレのネコ; Hepburn: Ore no Neko) - 187. Súen no Rjúszahó (終焉の竜鎖砲; Hepburn: Shūen no Ryūsahō)                                                                                                | Fejezetek - 179. Kódo Ítídí (コードETD; Hepburn: Kōdo Ītīdī) - 180. Eruza vs. Eruza (エルザ vs. エルザ; Hepburn: Eruza vs. Eruza) - 181. Edoraszu Óto Szórjokuszen!! (エドラス王都総力戦!!; Hepburn: Edorasu Ōto Sōryokusen!!) - 182. Inocsi Daró ka!!!! (命だろーか!!!!; Hepburn: Inochi Darō ka!!!!) - 183. Monszutá Akademí (モンスターアカデミー; Hepburn: Monsutā Akademī) - 184. Hosi no Taiga va Hokori no Tame ni (星の大河は誇りの為に; Hepburn: Hoshi no Taiga wa Hokori no Tame ni) - 185. Aiszu Bói (アイスボーイ; Hepburn: Aisu Bōi) - 186. Ore no Neko (オレのネコ; Hepburn: Ore no Neko) - 187. Súen no Rjúszahó (終焉の竜鎖砲; Hepburn: Shūen no Ryūsahō)                                                                                                | Szereplő(k) a borítón - Wendy Marvell - Gray Fullbuster - Lucy Heartfilia - Natsu Dragneel - Erza Scarlet - Gajeel Redfox - Carla - Happy Oldalszám 191                                               | Szereplő(k) a borítón - Wendy Marvell - Gray Fullbuster - Lucy Heartfilia - Natsu Dragneel - Erza Scarlet - Gajeel Redfox - Carla - Happy Oldalszám 191                                               |  |
| 22    | ISBN: ISBN 978-4-06-384346-0 | | | |  |
|       | | | | |  |
| 23    | - | - | 2010. október 15. | 2010. október 15. |  |
| 23    | Fejezetek - 188. Katajoku (方翼; Hepburn: Katayoku) - 189. Ano Toki no Sónen (あの時の少年; Hepburn: Ano Toki no Shōnen) - 190. Dragon Sense - 191. Szurí Man Szeru (スリーマンセル; Hepburn: Surī Man Seru) - 192. Mó Nigenai! (もう逃げない!; Hepburn: Mō Nigenai!) - 193. Ikirumono-tacsi jo (生きる者たちよ; Hepburn: Ikirumono-tachi yo) - 194. Ore va Koko ni Tatte Iru (オレはここに立っている; Hepburn: Ore wa Koko ni Tatte Iru) - 195. Atarasii Szekai no Ó (新しい世界の王; Hepburn: Atarashii Sekai no Ō) - 196. Daimaó Doraguniru (大魔王ドラグニル; Hepburn: Daimaō Doraguniru) | Fejezetek - 188. Katajoku (方翼; Hepburn: Katayoku) - 189. Ano Toki no Sónen (あの時の少年; Hepburn: Ano Toki no Shōnen) - 190. Dragon Sense - 191. Szurí Man Szeru (スリーマンセル; Hepburn: Surī Man Seru) - 192. Mó Nigenai! (もう逃げない!; Hepburn: Mō Nigenai!) - 193. Ikirumono-tacsi jo (生きる者たちよ; Hepburn: Ikirumono-tachi yo) - 194. Ore va Koko ni Tatte Iru (オレはここに立っている; Hepburn: Ore wa Koko ni Tatte Iru) - 195. Atarasii Szekai no Ó (新しい世界の王; Hepburn: Atarashii Sekai no Ō) - 196. Daimaó Doraguniru (大魔王ドラグニル; Hepburn: Daimaō Doraguniru) | Szereplő(k) a borítón - Natsu Dragneel - Gajeel Redfox - Wendy Marvell - Dorma Anim Oldalszám 199 | Szereplő(k) a borítón - Natsu Dragneel - Gajeel Redfox - Wendy Marvell - Dorma Anim Oldalszám 199 |  |
| 23    | ISBN: ISBN 978-4-06-384379-8 | | | |  |
|       | | | | |  |
| 24    | - | - | 2010. december 17. | 2010. december 17. |  |
| 24    | Fejezetek - 197. Baibai, Fearí Teiru (バイバイ 妖精の尻尾（フェアリーテイル）; Hepburn: Baibai, Fearī Teiru) - 198. Aszu e no Cubasza (明日への翼; Hepburn: Asu e no Tsubasa) - 199. Riszána (リサーナ; Hepburn: Risāna) - 200. Inocsi o Keszumono (生命を消す者; Hepburn: Inochi o Kesumono) - 201. Toraiaru (トライアル; Hepburn: Toraiaru) - 202. Beszuto Pátoná (ベストパートナー; Hepburn: Besuto Pātonā) - 203. Jacu no Micsi (8つの道; Hepburn: Yatsu no Michi) - 204. Un ga ii no va Dare? (運がいいのは誰?; Hepburn: Un ga ii no wa Dare?) | Fejezetek - 197. Baibai, Fearí Teiru (バイバイ 妖精の尻尾（フェアリーテイル）; Hepburn: Baibai, Fearī Teiru) - 198. Aszu e no Cubasza (明日への翼; Hepburn: Asu e no Tsubasa) - 199. Riszána (リサーナ; Hepburn: Risāna) - 200. Inocsi o Keszumono (生命を消す者; Hepburn: Inochi o Kesumono) - 201. Toraiaru (トライアル; Hepburn: Toraiaru) - 202. Beszuto Pátoná (ベストパートナー; Hepburn: Besuto Pātonā) - 203. Jacu no Micsi (8つの道; Hepburn: Yatsu no Michi) - 204. Un ga ii no va Dare? (運がいいのは誰?; Hepburn: Un ga ii no wa Dare?) | Szereplő(k) a borítón - Natsu Dragneel - Gray Fullbuster - Cana Alberona - Levy McGarden - Juvia Lockser - Freed Justine - Elfman Strauss - Mest - Happy - Carla - Pantherlily Oldalszám 191          | Szereplő(k) a borítón - Natsu Dragneel - Gray Fullbuster - Cana Alberona - Levy McGarden - Juvia Lockser - Freed Justine - Elfman Strauss - Mest - Happy - Carla - Pantherlily Oldalszám 191          |  |
| 24    | ISBN: ISBN 978-4-06-384416-0 | | | |  |
|       | | | | |  |
| 25    | - | - | 2011. február 17. | 2011. február 17. |  |
| 25    | Fejezetek - 205. Nacu vs. Girudácu (ナツ vs. ギルダーツ; Hepburn: Natsu vs. Girudātsu) - 206. Kono Micsi o Szuszumu Tame ni (この道を進む為に; Hepburn: Kono Michi o Susumu Tame ni) - 207. Meszuto (メスト; Hepburn: Mesuto) - 208. Si no Hosoku (死の捕食; Hepburn: Shi no Hoshoku) - 209. Kuro Madósi (黒魔導士; Hepburn: Kuro Madōshi) - 210. Gadzsiru no Baka (ガジルのバカ; Hepburn: Gajiru no Baka) - 211. Kavazu to Jomazu (カワズとヨマズ; Hepburn: Kawazu to Yomazu) - 212. Tecu no Tamasii (鉄の魂; Hepburn: Tetsu no Tamashii) - 213. Nana Kenzoku no Hitori (七眷属の一人; Hepburn: Nana Kenzoku no Hitori) | Fejezetek - 205. Nacu vs. Girudácu (ナツ vs. ギルダーツ; Hepburn: Natsu vs. Girudātsu) - 206. Kono Micsi o Szuszumu Tame ni (この道を進む為に; Hepburn: Kono Michi o Susumu Tame ni) - 207. Meszuto (メスト; Hepburn: Mesuto) - 208. Si no Hosoku (死の捕食; Hepburn: Shi no Hoshoku) - 209. Kuro Madósi (黒魔導士; Hepburn: Kuro Madōshi) - 210. Gadzsiru no Baka (ガジルのバカ; Hepburn: Gajiru no Baka) - 211. Kavazu to Jomazu (カワズとヨマズ; Hepburn: Kawazu to Yomazu) - 212. Tecu no Tamasii (鉄の魂; Hepburn: Tetsu no Tamashii) - 213. Nana Kenzoku no Hitori (七眷属の一人; Hepburn: Nana Kenzoku no Hitori) | Szereplő(k) a borítón - Zeref - Natsu Dragneel - Gajeel Redfox - Kawazu - Yomazu Oldalszám 191 | Szereplő(k) a borítón - Zeref - Natsu Dragneel - Gajeel Redfox - Kawazu - Yomazu Oldalszám 191 |  |
| 25    | ISBN: ISBN 978-4-06-384442-9 | | | |  |
|       | | | | |  |
| 26    | - | - | 2011. április 15. | 2011. április 15. |  |
| 26    | Fejezetek - 214. Singeki no Makarofu (進撃のマカロフ; Hepburn: Shingeki no Makarofu) - 215. Makarofu vs. Hadeszu (マカロフ vs. ハデス; Hepburn: Makarofu vs. Hadesu) - 216. Madó no Sinzui (魔道の真髄; Hepburn: Madō no Shinzui) - 217. Roszuto Madzsikku (失われた魔法（ロストマジック）; Hepburn: Rosuto Majikku) - 218. Karjú vs. Endzsin (火竜 vs. 炎神; Hepburn: Karyū vs. Enjin) - 219. Rjúdzsin no Kóen (竜神の煌炎; Hepburn: Ryūjin no Kōen) - 220. Jószei Simai (妖精姉妹; Hepburn: Yōsei Shimai) - 221. Dai Mahó Szekai (大魔法世界; Hepburn: Dai Mahō Sekai) - 222. Gugen no Áku (具現のアーク; Hepburn: Gugen no Āku) | Fejezetek - 214. Singeki no Makarofu (進撃のマカロフ; Hepburn: Shingeki no Makarofu) - 215. Makarofu vs. Hadeszu (マカロフ vs. ハデス; Hepburn: Makarofu vs. Hadesu) - 216. Madó no Sinzui (魔道の真髄; Hepburn: Madō no Shinzui) - 217. Roszuto Madzsikku (失われた魔法（ロストマジック）; Hepburn: Rosuto Majikku) - 218. Karjú vs. Endzsin (火竜 vs. 炎神; Hepburn: Karyū vs. Enjin) - 219. Rjúdzsin no Kóen (竜神の煌炎; Hepburn: Ryūjin no Kōen) - 220. Jószei Simai (妖精姉妹; Hepburn: Yōsei Shimai) - 221. Dai Mahó Szekai (大魔法世界; Hepburn: Dai Mahō Sekai) - 222. Gugen no Áku (具現のアーク; Hepburn: Gugen no Āku) | Szereplő(k) a borítón - Ultear Milkovich - Meredy - Zancrow - Azuma - Rustyrose - Kain Hikaru - Capricorn - Hades - Makarov Dreyar Oldalszám 191                                                      | Szereplő(k) a borítón - Ultear Milkovich - Meredy - Zancrow - Azuma - Rustyrose - Kain Hikaru - Capricorn - Hades - Makarov Dreyar Oldalszám 191                                                      |  |
| 26    | ISBN: ISBN 978-4-06-384473-3 | | | |  |
|       | | | | |  |
| 27    | - | - | 2011. június 17. | 2011. június 17. |  |
| 27    | Fejezetek - 223. Ningen no Tobira (人間の扉; Hepburn: Ningen no Tobira) - 224. Zorudio no Jabó (ゾルディオの野望; Hepburn: Zorudio no Yabō) - 225. Hokorobi (綻び; Hepburn: Hokorobi) - 226. Usi no Koku Mairi (丑の刻参り; Hepburn: Ushi no Koku Mairi) - 227. Rúsí Faia (ルーシィファイア; Hepburn: Rūshī Faia) - 228. Dzsú-szan no On'na va Ame ni Nurete (13の女は雨に濡れて; Hepburn: Jū-san no On'na wa Ame ni Nurete) - 229. Zecubó no Fukurokódzsi (絶望の袋小路; Hepburn: Zetsubō no Fukurokōji) - 230. Ai to Kacurjoku no Namida (愛と活力の涙; Hepburn: Ai to Katsuryoku no Namida) | Fejezetek - 223. Ningen no Tobira (人間の扉; Hepburn: Ningen no Tobira) - 224. Zorudio no Jabó (ゾルディオの野望; Hepburn: Zorudio no Yabō) - 225. Hokorobi (綻び; Hepburn: Hokorobi) - 226. Usi no Koku Mairi (丑の刻参り; Hepburn: Ushi no Koku Mairi) - 227. Rúsí Faia (ルーシィファイア; Hepburn: Rūshī Faia) - 228. Dzsú-szan no On'na va Ame ni Nurete (13の女は雨に濡れて; Hepburn: Jū-san no On'na wa Ame ni Nurete) - 229. Zecubó no Fukurokódzsi (絶望の袋小路; Hepburn: Zetsubō no Fukurokōji) - 230. Ai to Kacurjoku no Namida (愛と活力の涙; Hepburn: Ai to Katsuryoku no Namida) | Szereplő(k) a borítón - Natsu Dragneel - Juvia Lockser - Loke - Happy - Lucy Heartfilia - Caprico Oldalszám 191                                                                                       | Szereplő(k) a borítón - Natsu Dragneel - Juvia Lockser - Loke - Happy - Lucy Heartfilia - Caprico Oldalszám 191                                                                                       |  |
| 27    | ISBN: ISBN 978-4-06-384502-0 | | | |  |
|       | | | | |  |
| 28    | - | - | 2011. augusztus 17. | 2011. augusztus 17. |  |
| 28    | Fejezetek - 231. Ovaraszerumono (終わらせる者; Hepburn: Owaraserumono) - 232. Ienakatta Hitokoto (言えなかった一言; Hepburn: Ienakatta Hitokoto) - 233. Fearí Gurittá (妖精の輝き（フェアリーグリッター）; Hepburn: Fearī Gurittā) - 234. Umi o Micumeru Sónen (海を見つめる少年; Hepburn: Umi o Mitsumeru Shōnen) - 235. Tenró-dzsu (天狼樹; Hepburn: Tenrō-ju) - 236. Eruza vs. Azuma (エルザ vs. アズマ; Hepburn: Eruza vs. Azuma) - 237. Nante Girudo da (なんてギルドだ; Hepburn: Nante Girudo da) - 238. At One Time - 239. Kogoeru Tósi (凍える闘志; Hepburn: Kogoeru Tōshi) | Fejezetek - 231. Ovaraszerumono (終わらせる者; Hepburn: Owaraserumono) - 232. Ienakatta Hitokoto (言えなかった一言; Hepburn: Ienakatta Hitokoto) - 233. Fearí Gurittá (妖精の輝き（フェアリーグリッター）; Hepburn: Fearī Gurittā) - 234. Umi o Micumeru Sónen (海を見つめる少年; Hepburn: Umi o Mitsumeru Shōnen) - 235. Tenró-dzsu (天狼樹; Hepburn: Tenrō-ju) - 236. Eruza vs. Azuma (エルザ vs. アズマ; Hepburn: Eruza vs. Azuma) - 237. Nante Girudo da (なんてギルドだ; Hepburn: Nante Girudo da) - 238. At One Time - 239. Kogoeru Tósi (凍える闘志; Hepburn: Kogoeru Tōshi) | Szereplő(k) a borítón - Cana Alberona - Gildarts Clive - Natsu Dragneel - Happy - Lisanna Strauss - Elfman Strauss - Gray Fullbuster - Erza Scarlet - Mirajane Strauss Oldalszám 191                  | Szereplő(k) a borítón - Cana Alberona - Gildarts Clive - Natsu Dragneel - Happy - Lisanna Strauss - Elfman Strauss - Gray Fullbuster - Erza Scarlet - Mirajane Strauss Oldalszám 191                  |  |
| 28    | ISBN: ISBN 978-4-06-384533-4 | | | |  |
|       | | | | |  |
| 29    | - | - | 2011. október 17. | 2011. október 17. |  |
| 29    | Fejezetek - 240. Gurei vs. Urutia (グレイ vs. ウルティア; Hepburn: Gurei vs. Urutia) - 241. Szei Naru Csikara (“生”なる力; Hepburn: Sei Naru Chikara) - 242. Akunorogia (アクノロギア; Hepburn: Akunorogia) - 243. Ajamacsi to Keiken (過ちと経験; Hepburn: Ayamachi to Keiken) - 244. Raimei Hibiku (雷鳴響く; Hepburn: Raimei Hibiku) - 245. Monsó o Kizamanu Otoko (紋章を刻まぬ男; Hepburn: Monshō o Kizamanu Otoko) - 246. Sin'en no Rjóiki (深淵の領域; Hepburn: Shin'en no Ryōiki) - 247. Konna ni Csikaku ni Iru (こんなに近くにいる; Hepburn: Konna ni Chikaku ni Iru) - 248. Akacuki no Tenró-dzsima (暁の天狼島; Hepburn: Akatsuki no Tenrō-jima) | Fejezetek - 240. Gurei vs. Urutia (グレイ vs. ウルティア; Hepburn: Gurei vs. Urutia) - 241. Szei Naru Csikara (“生”なる力; Hepburn: Sei Naru Chikara) - 242. Akunorogia (アクノロギア; Hepburn: Akunorogia) - 243. Ajamacsi to Keiken (過ちと経験; Hepburn: Ayamachi to Keiken) - 244. Raimei Hibiku (雷鳴響く; Hepburn: Raimei Hibiku) - 245. Monsó o Kizamanu Otoko (紋章を刻まぬ男; Hepburn: Monshō o Kizamanu Otoko) - 246. Sin'en no Rjóiki (深淵の領域; Hepburn: Shin'en no Ryōiki) - 247. Konna ni Csikaku ni Iru (こんなに近くにいる; Hepburn: Konna ni Chikaku ni Iru) - 248. Akacuki no Tenró-dzsima (暁の天狼島; Hepburn: Akatsuki no Tenrō-jima) | Szereplő(k) a borítón - Natsu Dragneel - Gray Fullbuster - Wendy Marvell - Lucy Heartfilia - Erza Scarlet Oldalszám 199                                                                               | Szereplő(k) a borítón - Natsu Dragneel - Gray Fullbuster - Wendy Marvell - Lucy Heartfilia - Erza Scarlet Oldalszám 199                                                                               |  |
| 29    | ISBN: ISBN 978-4-06-384563-1 | | | |  |
|       | | | | |  |
| 30    | - | - | 2011. december 16. | 2011. december 16. |  |
| 30    | Fejezetek - 249. Mahó va Ikiteiru (魔法は生きている; Hepburn: Mahō wa Ikiteiru) - 250. Zerefu Kakuszei (ゼレフ覚醒; Hepburn: Zerefu Kakusei) - 251. Ai Szuru Sikaku (愛する資格; Hepburn: Ai Suru Shikaku) - 252. Hokori Takaki Kuszogaki-domo e (誇り高きクソガキどもへ; Hepburn: Hokori Takaki Kusogaki-domo e) - 253. Te o Cunagó (手をつなごう; Hepburn: Te o Tsunagō) - 254. X791-nen Fearí Teiru (X791年・妖精の尻尾（フェアリーテイル）; Hepburn: X791-nen Fearī Teiru) - 255. Fearí Szufia (妖精の球（フェアリースフィア）; Hepburn: Fearī Sufia) - 256. Kúhaku no Sicsi-nen (空白の7年; Hepburn: Kūhaku no Shichi-nen) - 257. Csicsioja no Sicsi-nen (父親の7年; Hepburn: Chichioya no Shichi-nen)                                                              | Fejezetek - 249. Mahó va Ikiteiru (魔法は生きている; Hepburn: Mahō wa Ikiteiru) - 250. Zerefu Kakuszei (ゼレフ覚醒; Hepburn: Zerefu Kakusei) - 251. Ai Szuru Sikaku (愛する資格; Hepburn: Ai Suru Shikaku) - 252. Hokori Takaki Kuszogaki-domo e (誇り高きクソガキどもへ; Hepburn: Hokori Takaki Kusogaki-domo e) - 253. Te o Cunagó (手をつなごう; Hepburn: Te o Tsunagō) - 254. X791-nen Fearí Teiru (X791年・妖精の尻尾（フェアリーテイル）; Hepburn: X791-nen Fearī Teiru) - 255. Fearí Szufia (妖精の球（フェアリースフィア）; Hepburn: Fearī Sufia) - 256. Kúhaku no Sicsi-nen (空白の7年; Hepburn: Kūhaku no Shichi-nen) - 257. Csicsioja no Sicsi-nen (父親の7年; Hepburn: Chichioya no Shichi-nen)                                                              | Szereplő(k) a borítón - Natsu Dragneel - Acnologia Oldalszám 191 | Szereplő(k) a borítón - Natsu Dragneel - Acnologia Oldalszám 191 |  |
| 30    | ISBN: ISBN 978-4-06-384597-6 | | | |  |
|       | | | | |  |
| 31    | - | - | 2012. február 17. | 2012. február 17. |  |
| 31    | Fejezetek - 258. Szeibátúszu (剣咬の虎（セイバートゥース）; Hepburn: Seibātūsu) - 259. Pórjusika (ポーリュシカ; Hepburn: Pōryushika) - 260. Szosite Ore-tacsi va Csódzsó o Mezaszu (そしてオレたちは頂上を目指す; Hepburn: Soshite Ore-tachi wa Chōjō o Mezasu) - 261. Icsinaru Mahó (一なる魔法; Hepburn: Ichinaru Mahō) - 262. Hosibosi no Uta (星々の歌; Hepburn: Hoshiboshi no Uta) - 263. Kurimu Szorusiēru (魔女の罪（クリムソルシエール）; Hepburn: Kurimu Sorushiēru) - 264. Szurecsigatta Dzsikan no Bun dake (すれ違った時間の分だけ; Hepburn: Surechigatta Jikan no Bun dake) - 265. Hanaszaku Mijako Kurokkaszu (花咲く都・クロッカス; Hepburn: Hanasaku Miyako Kurokkasu) - 266. Szukai Rabirinszu (空中迷宮（スカイラビリンス）; Hepburn: Sukai Rabirinsu) | Fejezetek - 258. Szeibátúszu (剣咬の虎（セイバートゥース）; Hepburn: Seibātūsu) - 259. Pórjusika (ポーリュシカ; Hepburn: Pōryushika) - 260. Szosite Ore-tacsi va Csódzsó o Mezaszu (そしてオレたちは頂上を目指す; Hepburn: Soshite Ore-tachi wa Chōjō o Mezasu) - 261. Icsinaru Mahó (一なる魔法; Hepburn: Ichinaru Mahō) - 262. Hosibosi no Uta (星々の歌; Hepburn: Hoshiboshi no Uta) - 263. Kurimu Szorusiēru (魔女の罪（クリムソルシエール）; Hepburn: Kurimu Sorushiēru) - 264. Szurecsigatta Dzsikan no Bun dake (すれ違った時間の分だけ; Hepburn: Surechigatta Jikan no Bun dake) - 265. Hanaszaku Mijako Kurokkaszu (花咲く都・クロッカス; Hepburn: Hanasaku Miyako Kurokkasu) - 266. Szukai Rabirinszu (空中迷宮（スカイラビリンス）; Hepburn: Sukai Rabirinsu) | Szereplő(k) a borítón - Sting Eucliffe - Rogue Cheney - Lector - Frosch - Natsu Dragneel - Lucy Heartfilia - Happy Oldalszám 199                                                                      | Szereplő(k) a borítón - Sting Eucliffe - Rogue Cheney - Lector - Frosch - Natsu Dragneel - Lucy Heartfilia - Happy Oldalszám 199                                                                      |  |
| 31    | ISBN: ISBN 978-4-06-384628-7 | | | |  |
|       | | | | |  |
| 32    | - | - | 2012. április 17. | 2012. április 17. |  |
| 32    | Fejezetek - 267. Sinki Girudo (新規ギルド; Hepburn: Shinki Girudo) - 268. Tokkó Jaró Bí-Csímu (特攻野郎Bチーム ; Hepburn: Tokkō Yarō Bī-Chīmu ) - 269. Kiejo, Sidzsima no Naka ni (消えよ 静寂の中に; Hepburn: Kieyo, Shijima no Naka ni) - 270. Hosi Furu Joru ni (星降ル夜ニ; Hepburn: Hoshi Furu Yoru ni) - 271. Rúsi vs. Furea (ルーシィ vs. フレア; Hepburn: Rūshi vs. Furea) - 272. Kedakaki Haibokusa (気高き敗北者; Hepburn: Kedakaki Haibokusha) - 273. Kurorai no Oruga (黒雷のオルガ; Hepburn: Kurorai no Oruga) - 274. Kjózui (凶瑞; Hepburn: Kyōzui) | Fejezetek - 267. Sinki Girudo (新規ギルド; Hepburn: Shinki Girudo) - 268. Tokkó Jaró Bí-Csímu (特攻野郎Bチーム ; Hepburn: Tokkō Yarō Bī-Chīmu ) - 269. Kiejo, Sidzsima no Naka ni (消えよ 静寂の中に; Hepburn: Kieyo, Shijima no Naka ni) - 270. Hosi Furu Joru ni (星降ル夜ニ; Hepburn: Hoshi Furu Yoru ni) - 271. Rúsi vs. Furea (ルーシィ vs. フレア; Hepburn: Rūshi vs. Furea) - 272. Kedakaki Haibokusa (気高き敗北者; Hepburn: Kedakaki Haibokusha) - 273. Kurorai no Oruga (黒雷のオルガ; Hepburn: Kurorai no Oruga) - 274. Kjózui (凶瑞; Hepburn: Kyōzui) | Szereplő(k) a borítón - Natsu Dragneel - Lucy Heartfilia - Flare Corona - Orga Nanagear - Rufus Lohr - Gray Fullbuster - Juvia Lockser - Lyon Vastia Oldalszám 191                                    | Szereplő(k) a borítón - Natsu Dragneel - Lucy Heartfilia - Flare Corona - Orga Nanagear - Rufus Lohr - Gray Fullbuster - Juvia Lockser - Lyon Vastia Oldalszám 191                                    |  |
| 32    | ISBN: ISBN 978-4-06-384654-6 | | | |  |
|       | | | | |  |
| 33    | - | - | 2012. június 15. | 2012. június 15. |  |
| 33    | Fejezetek - 275. Joi no Taka (酔いの鷹; Hepburn: Yoi no Taka) - 276. Csariotto (戦車（チャリオット）; Hepburn: Chariotto) - 277. Kucusita (くつ下; Hepburn: Kutsushita) - 278. Erufuman vs. Bakkaszu (エルフマン vs. バッカス; Hepburn: Erufuman vs. Bakkasu) - 279. Kurojami ni Hiszomu Tobira (暗闇に潜む扉; Hepburn: Kuroyami ni Hisomu Tobira) - 280. Kagura vs. Jukino (カグラ vs. ユキノ; Hepburn: Kagura vs. Yukino) - 281. Urami va Joru no Tobari ni Cucumarete (怨みは夜の帳に包まれて; Hepburn: Urami wa Yoru no Tobari ni Tsutsumarete) - 282. Dzsú no Kagi to Ni no Kagi (十の鍵と二の鍵; Hepburn: Jū no Kagi to Ni no Kagi) | Fejezetek - 275. Joi no Taka (酔いの鷹; Hepburn: Yoi no Taka) - 276. Csariotto (戦車（チャリオット）; Hepburn: Chariotto) - 277. Kucusita (くつ下; Hepburn: Kutsushita) - 278. Erufuman vs. Bakkaszu (エルフマン vs. バッカス; Hepburn: Erufuman vs. Bakkasu) - 279. Kurojami ni Hiszomu Tobira (暗闇に潜む扉; Hepburn: Kuroyami ni Hisomu Tobira) - 280. Kagura vs. Jukino (カグラ vs. ユキノ; Hepburn: Kagura vs. Yukino) - 281. Urami va Joru no Tobari ni Cucumarete (怨みは夜の帳に包まれて; Hepburn: Urami wa Yoru no Tobari ni Tsutsumarete) - 282. Dzsú no Kagi to Ni no Kagi (十の鍵と二の鍵; Hepburn: Jū no Kagi to Ni no Kagi) | Szereplő(k) a borítón - Natsu Dragneel - Lucy Heartfilia - Erza Scarlet - Wendy Marvell - Gray Fullbuster - Happy - Carla - Elfman Strauss - Kagura Mikazuchi - Yukino Aguria - Bacchus Oldalszám 191 | Szereplő(k) a borítón - Natsu Dragneel - Lucy Heartfilia - Erza Scarlet - Wendy Marvell - Gray Fullbuster - Happy - Carla - Elfman Strauss - Kagura Mikazuchi - Yukino Aguria - Bacchus Oldalszám 191 |  |
| 33    | ISBN: ISBN 978-4-06-384686-7 | | | |  |
|       | | | | |  |
| 34    | - | - | 2012. augusztus 17. | 2012. augusztus 17. |  |
| 34    | Fejezetek - 283. Nacu vs. Szeibátúszu (ナツ vs. 剣咬の虎（セイバートゥース）; Hepburn: Natsu vs. Seibātūsu) - 284. Pandemoniumu (伏魔殿（パンデモニウム）; Hepburn: Pandemoniumu) - 285. MPF - 286. Rakuszasu vs. Arekuszei (ラクサス vs. アレクセイ; Hepburn: Rakusasu vs. Arekusei) - 287. Hontó no Kazoku (本当の家族; Hepburn: Hontō no Kazoku) - 288. Vendi vs. Seria (ウェンディ vs. シェリア; Hepburn: Wendi vs. Sheria) - 289. Csiiszana Kobusi (小さな拳; Hepburn: Chiisana Kobushi) - 290. Omoi ga Kósza szuru Joru (想いが交差する夜; Hepburn: Omoi ga Kōsa suru Yoru) - 291. Nabaru Batoru (海戦（ナバルバトル）; Hepburn: Nabaru Batoru) | Fejezetek - 283. Nacu vs. Szeibátúszu (ナツ vs. 剣咬の虎（セイバートゥース）; Hepburn: Natsu vs. Seibātūsu) - 284. Pandemoniumu (伏魔殿（パンデモニウム）; Hepburn: Pandemoniumu) - 285. MPF - 286. Rakuszasu vs. Arekuszei (ラクサス vs. アレクセイ; Hepburn: Rakusasu vs. Arekusei) - 287. Hontó no Kazoku (本当の家族; Hepburn: Hontō no Kazoku) - 288. Vendi vs. Seria (ウェンディ vs. シェリア; Hepburn: Wendi vs. Sheria) - 289. Csiiszana Kobusi (小さな拳; Hepburn: Chiisana Kobushi) - 290. Omoi ga Kósza szuru Joru (想いが交差する夜; Hepburn: Omoi ga Kōsa suru Yoru) - 291. Nabaru Batoru (海戦（ナバルバトル）; Hepburn: Nabaru Batoru) | Szereplő(k) a borítón - Erza Scarlet - Laxus Dreyar - Cana Alberona - Wendy Marvell - Alexei - Natsu Dragneel - Lucy Heartfilia - Happy - Gray Fullbuster - Juvia Lockser Oldalszám 191               | Szereplő(k) a borítón - Erza Scarlet - Laxus Dreyar - Cana Alberona - Wendy Marvell - Alexei - Natsu Dragneel - Lucy Heartfilia - Happy - Gray Fullbuster - Juvia Lockser Oldalszám 191               |  |
| 34    | ISBN: ISBN 978-4-06-384719-2 | | | |  |
|       | | | | |  |
| 35    | - | - | 2012. november 16. | 2012. november 16. |  |
| 35    | Fejezetek - 292. Omoi o Hitocu ni (想いを一つに; Hepburn: Omoi o Hitotsu ni) - 293. Kimi ni Szaszageru Parufamu (君に捧げる香り（パルファム）; Hepburn: Kimi ni Sasageru Parufamu) - 294. Batoru obu Doragon Szureijá (バトル・オブ・ドラゴンスレイヤー; Hepburn: Batoru obu Doragon Sureiyā) - 295. Szutingu to Rekutá (スティングとレクター; Hepburn: Sutingu to Rekutā) - 296. Nacu vs. Szórjú (ナツ vs. 双竜; Hepburn: Natsu vs. Sōryū) - 297. Szono Toki Mita Sódzso no Kao va (その時見た少女の顔は; Hepburn: Sono Toki Mita Shōjo no Kao wa) - 298. Dokidoki Rjúzecu Rando (ドキドキ・リュウゼツランド; Hepburn: Dokidoki Ryūzetsu Rando) - 299. Hitoritabi (一人旅; Hepburn: Hitoritabi)                                                                         | Fejezetek - 292. Omoi o Hitocu ni (想いを一つに; Hepburn: Omoi o Hitotsu ni) - 293. Kimi ni Szaszageru Parufamu (君に捧げる香り（パルファム）; Hepburn: Kimi ni Sasageru Parufamu) - 294. Batoru obu Doragon Szureijá (バトル・オブ・ドラゴンスレイヤー; Hepburn: Batoru obu Doragon Sureiyā) - 295. Szutingu to Rekutá (スティングとレクター; Hepburn: Sutingu to Rekutā) - 296. Nacu vs. Szórjú (ナツ vs. 双竜; Hepburn: Natsu vs. Sōryū) - 297. Szono Toki Mita Sódzso no Kao va (その時見た少女の顔は; Hepburn: Sono Toki Mita Shōjo no Kao wa) - 298. Dokidoki Rjúzecu Rando (ドキドキ・リュウゼツランド; Hepburn: Dokidoki Ryūzetsu Rando) - 299. Hitoritabi (一人旅; Hepburn: Hitoritabi)                                                                         | Szereplő(k) a borítón - Natsu Dragneel - Gajeel Redfox - Sting Eucliffe - Rogue Cheney Oldalszám 199                                                                                                  | Szereplő(k) a borítón - Natsu Dragneel - Gajeel Redfox - Sting Eucliffe - Rogue Cheney Oldalszám 199                                                                                                  |  |
| 35    | ISBN: ISBN 978-4-06-384765-9 | | | |  |
|       | | | | |  |
| 36    | - | - | 2013. február 15. | 2013. február 15. |  |
| 36    | Fejezetek - 300. Rjú no Tamasii, Nemuru Baso (竜の魂 眠る場所; Hepburn: Ryū no Tamashii, Nemuru Basho) - 301. Rjú no Ó (竜の王; Hepburn: Ryū no Ō) - 302. Ekuripuszu Keikaku (エクリプス計画; Hepburn: Ekuripusu Keikaku) - 303. Nisómen Szakuszen (二正面作戦; Hepburn: Nishōmen Sakusen) - 304. Daimatóenbu (大魔闘演武; Hepburn: Daimatōenbu) - 305. Jószei Gunsi (妖精軍師; Hepburn: Yōsei Gunshi) - 306. Gurei vs. Rúfaszu (グレイ vs. ルーファス; Hepburn: Gurei vs. Rūfasu) - 307. Garó Kisidan (餓狼騎士団; Hepburn: Garō Kishidan) - 308. Fearí Teiru vs. Sokeinin (FT（フェアリーテイル） vs. 処刑人; Hepburn: Fearī Teiru vs. Shokeinin) | Fejezetek - 300. Rjú no Tamasii, Nemuru Baso (竜の魂 眠る場所; Hepburn: Ryū no Tamashii, Nemuru Basho) - 301. Rjú no Ó (竜の王; Hepburn: Ryū no Ō) - 302. Ekuripuszu Keikaku (エクリプス計画; Hepburn: Ekuripusu Keikaku) - 303. Nisómen Szakuszen (二正面作戦; Hepburn: Nishōmen Sakusen) - 304. Daimatóenbu (大魔闘演武; Hepburn: Daimatōenbu) - 305. Jószei Gunsi (妖精軍師; Hepburn: Yōsei Gunshi) - 306. Gurei vs. Rúfaszu (グレイ vs. ルーファス; Hepburn: Gurei vs. Rūfasu) - 307. Garó Kisidan (餓狼騎士団; Hepburn: Garō Kishidan) - 308. Fearí Teiru vs. Sokeinin (FT（フェアリーテイル） vs. 処刑人; Hepburn: Fearī Teiru vs. Shokeinin) | Szereplő(k) a borítón - Natsu Dragneel - Gray Fullbuster - Loke - Hisui E. Fiore - Rufus Lohr - Yukino Aguria Oldalszám 191                                                                           | Szereplő(k) a borítón - Natsu Dragneel - Gray Fullbuster - Loke - Hisui E. Fiore - Rufus Lohr - Yukino Aguria Oldalszám 191                                                                           |  |
| 36    | ISBN: 978-4-06-384810-6 | | | |  |
|       | | | | |  |
| 37    | - | - | 2013. április 17. | 2013. április 17. |  |
| 37    | Fejezetek - 309. Moeru Daicsi (燃える大地; Hepburn: Moeru Daichi) - 310. Ore-tacsi no Iru Baso (オレたちのいる国（ばしょ）; Hepburn: Ore-tachi no Iru Basho) - 311. Asita made no Kuni (明日までの国; Hepburn: Ashita made no Kuni) - 312. Threesomes - 313. Ódzsa no Sinario (王者のシナリオ; Hepburn: Ōja no Shinario) - 314. Eruza vs. Kagura (エルザ vs. カグラ; Hepburn: Eruza vs. Kagura) - 315. Rózumarí (ローズマリー; Hepburn: Rōzumarī) - 316. Zecubó e Kaszoku szuru Mirai (絶望へ加速する未来; Hepburn: Zetsubō e Kasoku suru Mirai) - 317. Kaeru (カエル; Hepburn: Kaeru) | Fejezetek - 309. Moeru Daicsi (燃える大地; Hepburn: Moeru Daichi) - 310. Ore-tacsi no Iru Baso (オレたちのいる国（ばしょ）; Hepburn: Ore-tachi no Iru Basho) - 311. Asita made no Kuni (明日までの国; Hepburn: Ashita made no Kuni) - 312. Threesomes - 313. Ódzsa no Sinario (王者のシナリオ; Hepburn: Ōja no Shinario) - 314. Eruza vs. Kagura (エルザ vs. カグラ; Hepburn: Eruza vs. Kagura) - 315. Rózumarí (ローズマリー; Hepburn: Rōzumarī) - 316. Zecubó e Kaszoku szuru Mirai (絶望へ加速する未来; Hepburn: Zetsubō e Kasoku suru Mirai) - 317. Kaeru (カエル; Hepburn: Kaeru) | Szereplő(k) a borítón - Natsu Dragneel - Happy - Lucy Heartfilia - Erza Scarlet - Minerva Orland - Kagura Mikazuchi Oldalszám 199                                                                     | Szereplő(k) a borítón - Natsu Dragneel - Happy - Lucy Heartfilia - Erza Scarlet - Minerva Orland - Kagura Mikazuchi Oldalszám 199                                                                     |  |
| 37    | ISBN: 978-4-06-384845-8 | | | |  |
|       | | | | |  |
| 38    | - | - | 2013. június 17. | 2013. június 17. |  |
| 38    | Fejezetek - 318. Gajiru vs. Rógu (ガジル vs. ローグ; Hepburn: Gajiru vs. Rōgu) - 319. Shiroki Kishi (白き騎士; Hepburn: Shiroki Kishi) - 320. Gekirai (激雷; Hepburn: Gekirai) - 321. Rakusasu vs. Jura (ラクサス vs. ジュラ; Hepburn: Rakusasu vs. Jura) - 322. Gloria - 323. Yukite Kaerishi Kage (ゆきて帰りし影; Hepburn: Yukite Kaerishi Kage) - 324. Tobira o Shimeru Mono (扉を閉める者; Hepburn: Tobira o Shimeru Mono) - 325. Danketsu!!!! (団結!!!!; Hepburn: Danketsu!!!!) | Fejezetek - 318. Gajiru vs. Rógu (ガジル vs. ローグ; Hepburn: Gajiru vs. Rōgu) - 319. Shiroki Kishi (白き騎士; Hepburn: Shiroki Kishi) - 320. Gekirai (激雷; Hepburn: Gekirai) - 321. Rakusasu vs. Jura (ラクサス vs. ジュラ; Hepburn: Rakusasu vs. Jura) - 322. Gloria - 323. Yukite Kaerishi Kage (ゆきて帰りし影; Hepburn: Yukite Kaerishi Kage) - 324. Tobira o Shimeru Mono (扉を閉める者; Hepburn: Tobira o Shimeru Mono) - 325. Danketsu!!!! (団結!!!!; Hepburn: Danketsu!!!!) | Szereplő(k) a borítón - Laxus Dreyar - Gajeel Redfox - Erza Scarlet - Juvia Lockser - Gray Fullbuster Oldalszám 191                                                                                   | Szereplő(k) a borítón - Laxus Dreyar - Gajeel Redfox - Erza Scarlet - Juvia Lockser - Gray Fullbuster Oldalszám 191                                                                                   |  |
| 38    | ISBN: 978-4-06-384876-2 | | | |  |
|       | | | | |  |
| 39    | - | - | 2013. augusztus 16. | 2013. augusztus 16. |  |
| 39    | Fejezetek - 326 Natsu vs. Rógu (ナツvs.ローグ; Hepburn: Natsu vs. Rōgu) - 327. Atashi no Bun made (あたしの分まで; Hepburn: Atashi no Bun made) - 328. Zodiakku (激雷; Hepburn: Zodiakku) - 329. Seven Dragons - 330. Jirukonisu no Mahō (ジルコニスの魔法; Hepburn: Jirukonisu no Mahō) - 331. Natsu no Sakusen (ナツの作戦; Hepburn: Natsu no Sakusen) - 332. Faiabādo (扉を閉める者; Hepburn: Faiabādo) - 333. Hito to Hito, Ryū to Ryū, Hito to Ryū (人と人、竜と竜、人と竜; Hepburn: Hito to Hito, Ryū to Ryū, Hito to Ryū) - 334. Tsumi to Gisei (罪と犠牲; Hepburn: Tsumi to Gisei) - 335. Inochi no Jikan (ナツvs.ローグ; Hepburn: Inochi no Jikan) | Fejezetek - 326 Natsu vs. Rógu (ナツvs.ローグ; Hepburn: Natsu vs. Rōgu) - 327. Atashi no Bun made (あたしの分まで; Hepburn: Atashi no Bun made) - 328. Zodiakku (激雷; Hepburn: Zodiakku) - 329. Seven Dragons - 330. Jirukonisu no Mahō (ジルコニスの魔法; Hepburn: Jirukonisu no Mahō) - 331. Natsu no Sakusen (ナツの作戦; Hepburn: Natsu no Sakusen) - 332. Faiabādo (扉を閉める者; Hepburn: Faiabādo) - 333. Hito to Hito, Ryū to Ryū, Hito to Ryū (人と人、竜と竜、人と竜; Hepburn: Hito to Hito, Ryū to Ryū, Hito to Ryū) - 334. Tsumi to Gisei (罪と犠牲; Hepburn: Tsumi to Gisei) - 335. Inochi no Jikan (ナツvs.ローグ; Hepburn: Inochi no Jikan) | Szereplő(k) a borítón - Laxus Dreyar - Gajeel Redfox - Erza Scarlet - Juvia Lockser - Gray Fullbuster Oldalszám 192                                                                                   | Szereplő(k) a borítón - Laxus Dreyar - Gajeel Redfox - Erza Scarlet - Juvia Lockser - Gray Fullbuster Oldalszám 192                                                                                   |  |
| 39    | ISBN: 978-4-06-394908-7 | | | |  |

## Tankóbon formában még ki nem adott fejezetek
- Atashi no Bun made (あたしの分まで; Hepburn: Atashi no Bun made?)